# كوندومي

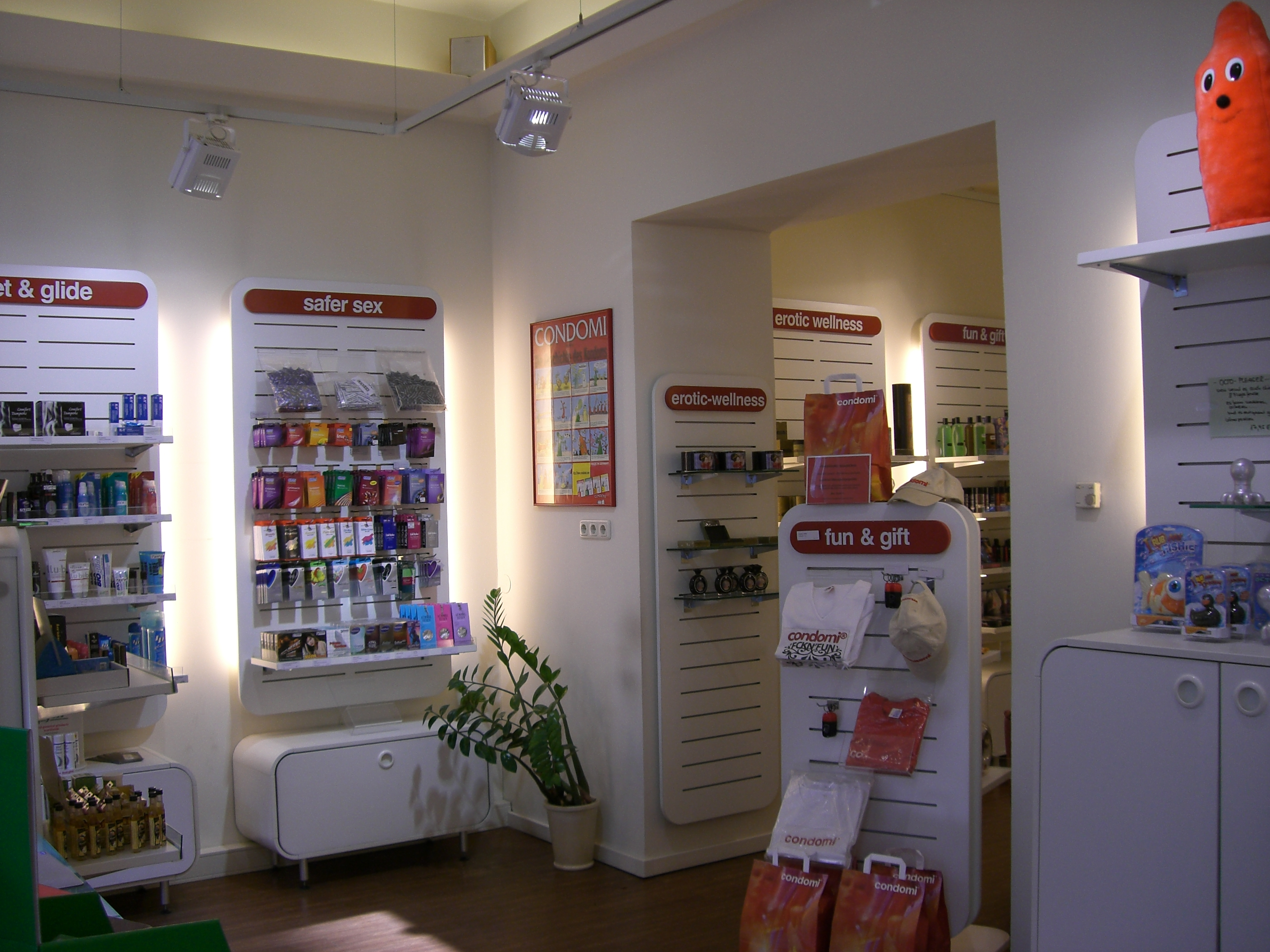
متجر كوندومي في كولونيا

كوندومي (بالإنجليزية: condomi) هي شركة ألمانية متخصصة في تصنيع الواقي الذكري ومقرها في كولونيا، الذي بدأ الإنتاج في عام 1988. لسنوات عديدة، وتستخدم كوندومي تقنية الإنتاج، والتي لا تنطوي على استخدام الكازين بروتين الحليب. وهذا يعني كان كوندومي واحدة من عدد قليل من خطوط الواقي التي كانت خالية من الكازين ومناسبة لالنباتيين.
بسبب تغيير الملكية في الشركة، تم تغيير هذه التقنية إنتاج والشركة فقدت القدرة على عرض العلامات التجارية جمعية فيجان على منتجاتها. وتعود ملكية كوندومي حاليا أنيميل الواقي الذكري، وهي شركة تابعة لأنسيل.
منتجات كوندومي تأتي في مجموعة متنوعة من الأساليب والنكهات بما في ذلك الفراولة، والشوكولاته، النعناع، وجوز الهند.

## روابط خارجية
- Condomi website
- Scandinavian Condomi agent نسخة محفوظة 25 يونيو 2017 على موقع واي باك مشين.